# Hrabstwo Minidoka
Hrabstwo Minidoka (ang. Minidoka County) – hrabstwo w stanie Idaho w Stanach Zjednoczonych. Obszar całkowity hrabstwa obejmuje powierzchnię 762,98 mil² (1976,11 km²). Według szacunków United States Census Bureau w roku 2009 miało 19 226 mieszkańców. Jego siedzibą administracyjną jest Rupert.
Hrabstwo powstało 28 stycznia 1913 r. z części terytorium hrabstwa Lincoln.

## Miejscowości
- Acequia
- Burley
- Heyburn
- Minidoka
- Paul
- Rupert